# Functional Independence Measure
Als Functional Independence Measure (FIM) wird ein vom Arzt Carl V. Granger entwickeltes Assessment-Instrument bezeichnet, das zur Einschätzung der Funktionsverbesserung und der Alltagsfähigkeiten überwiegend in der Rehabilitation eingesetzt wird, insbesondere bei Schlaganfällen, Schädelhirntraumata und Rückenmarksverletzungen. Er wird nur selten als Instrument zur Einschätzung der Pflegebedürftigkeit verwendet, wird aber zu Forschungszwecken und zur Evaluation eingesetzt.
Anhand von 18 Items (Merkmalen) aus sechs Bereichen (Selbstständigkeit/Selbstversorgung, Kontinenz, Transfer, Fortbewegung, Kommunikation, soziale und kognitive Fähigkeiten) wird mit einer siebenstufigen Skala ermittelt, welche Fähigkeiten der Betroffene besitzt und wo Unterstützungsbedarf vorliegt. Die niedrigste erreichbare Punktzahl ist dabei 18, je höher die Punktzahl, desto weniger Hilfe benötigt der Betroffene.
WeeFIM, die Variante für Kinder von sechs Monaten bis sieben Jahren erschien 1987.